# Alektrozaur
Alektrozaur (Alectrosaurus olseni) – dwunożny, mięsożerny dinozaur z nadrodziny tyranozauroidów. Jego nazwę rodzajową można przetłumaczyć jako "samotny (bezżenny) jaszczur". Epitet gatunkowy olseni honoruje jego odkrywcę, George'a Olsena.
Żył w późnej kredzie (ok. 99-65 mln lat temu) na terenach Azji. Jego skamieniałości znaleziono na terenie formacji Iren Dabasu w Mongolii Wewnętrznej. Długość ciała oszacowano na ok. 5  m, ciężar na 1 - 1,5 t. Miał smukłą budowę ciała.